# Buriadia
Buriadia — рід, що існував з карбону до пермі. Буріадії були судинними рослинами, які розмножувалися насінням. Типовий вид — Buriadia heterophylla.

## Місце знаходження
У геопарку Палеоррота, розташованому в Бразилії, були знайдені рідкісні гілки роду Buriadia, що знаходяться в формації Ріо-Боніто і датуються сакмарським періодом пермі.